# Iosif Juzowski
Iosif Iljicz Juzowski, Józef Juzowski (ros. Иосиф Ильич Юзовский; ur. 18 grudnia 1902 w Warszawie, zm. 15 grudnia 1964 w Moskwie) – rosyjski krytyk teatralny i literacki, tłumacz sztuk teatralnych.

## Życiorys
Ukończył w roku 1924 Wydział Nauk Społecznych Uniwersytetu Dońskiego w Rostowie nad Donem. Studiował też historię sztuki na Dońskim Instytucie Archeologicznym.
W roku 1930 zamieszkał w Moskwie i zajął się krytyką teatralną. W latach 1946–1948 był pracownikiem naukowym Instytutu Literatury Światowej w Moskwie. Tłumaczył sztuki teatralne z wielu języków, m.in. Takie czasy Jerzego Jurandota, Dobry człowiek z Seczuanu Bertolta Brechta. Był autorem wielu książek o teatrze.
W 1947 roku został uznany za głowę tzw. spisku krytyków – kosmopolitów. Objęto go zakazem druku. Przez siedem lat spał z tobołkiem bielizny pod głową, co rano spodziewając się aresztowania. Jego żona straciła pracę. Mogła ją podjąć dopiero wtedy, gdy wraz z malutkim synkiem opuściła męża. Jedynym towarzyszem Juzowskiego był w tych latach stary pies, który co rano przynosił mu pod obrożą zwitek banknotów, umożliwiający przeżycie. Pieniądze przekazywał mu Ilja Erenburg. W lutym 1956 roku, po słynnym przemówieniu Nikity Chruszczowa, prezes Związku Literatów, Aleksandr Fadiejew oznajmił Juzowskiemu, że cofnięto oskarżenia wobec niego i może odtąd publikować. Teksty jego mogły jednak dotyczyć tylko prowincjonalnych teatrów i nie mogły ich drukować gazety o dużym nakładzie.
W roku 1978 ukazała się nakładem Państwowego Instytutu Wydawniczego książka Juzowskiego Notatki z Polski (Польский дневник), napisana przez niego w ostatnim roku życia. Opisuje w niej wrażenia z wielokrotnych pobytów w Polsce. W niewielkiej książce pomieścił opowiadania o Kabarecie Starszych Panów, Stanisławie Jerzym Lecu, Matysiakach, Tadeuszu Różewiczu, Januszu Korczaku, Muzeum Oświęcimskim, Stefanie Wiecheckim, Tadeuszu Borowskim, Pomniku Bohaterów Getta, o warszawskim Starym Mieście i polskiej modzie młodzieżowej. Dziennik ukazał się w 1966 roku w miesięczniku Nowyj Mir.
Spoczął na Cmentarzu Nowodziewiczym w Moskwie.